# Добросул
Добросул или Доброшул или книжовно Добро село (на гръцки: Ξυλοκόπος, Ксилокопос, до 1927 година, Ντομπροσούλ, Δομπροσούλ, Добросул) е обезлюдено село в Република Гърция, разположено на територията на дем Драма, област Източна Македония и Тракия.

## География
Селото е било разположено в планината Коджадаг, на 8 km югоизточно от Мокрош (Ливадеро) в землището на Равика (Калифитос).

## История

### В Османската империя
В началото на XX век Добросул е турско село в Драмска кааза на Османската империя. Според статистиката на Васил Кънчов („Македония. Етнография и статистика“) в 1900 година Допресима (Добросадъ) има 280 жители турци.

### В Гърция
През Балканската война в 1912 година в селото влизат български части. След Междусъюзническата война в 1913 година Добросул попада в Гърция.
Според гръцката статистика, през 1913 година в Добросул (Ντομπροσούλ) живеят 225 души. През 1920 година в селото са регистрирани 155 жители.
През 1923 година жителите на Добросул са изселени в Турция. През 1927 година името на селото е сменено от Добросул (Ντομπροσούλ) на Ксилокопос (Ξυλοκόπος). До 1928 година в Добросул са заселени 12 гръцки семейства с 44 души - бежанци от Турция. През 1940 година в селото са регистрирани 35 жители. Селото обезлюдява окончателно по време на Гражданската война в Гърция (1946 - 1949).
| Година    | 1913 | 1920 | 1928 | 1940 | 1951 | 1961 | 1971 | 1981 | 1991 | 2001 | 2011 | 2021 |
| --------- | ---- | ---- | ---- | ---- | ---- | ---- | ---- | ---- | ---- | ---- | ---- | ---- |
| Население | 225  | 155  | 44   | 35   |      |      |      |      |      |      |      |      |